# Syntrichia handelii
Syntrichia handelii là một loài Rêu trong họ Pottiaceae. Loài này được (Schiffner) S. Agnew & Vondr. miêu tả khoa học đầu tiên năm 1975.